# رابطه کلازیوس–موسوتی
رابطه کلازیوس-موسوتی (به انگلیسی: Clausius–Mossotti relation) ارتباط ثابت دی‌الکتریک مواد را با قطبش‌پذیری اتم‌های ماده بیان می‌کند. این معادله به صورت زیر بیان می‌شود:
{\displaystyle \alpha _{D}=\alpha _{e}+\alpha _{i}=1b[V_{m}{\frac {k'-1}{k'+2}}]}
که در آن {\displaystyle \alpha _{D}} قطبش‌پذیری دی‌الکتریک، {\displaystyle \alpha _{e}} قطبش‌پذیری الکترونی، {\displaystyle \alpha _{i}} قطبش‌پذیری یونی، b ثابت وابسته به ساختار بلوری، {\displaystyle V_{m}} حجم مولی و {\displaystyle k'} بخش حقیقی ثابت دی‌الکتریک مختلط در محدودهٔ 1kHz تا 10MHz است.
این نام از اتاویانو فابریتزیو موسوتی و رودلف کلاوزیوس گرفته شده‌است. معادل معادله لورنتس-لورنز است. ممکن است به صورت زیر بیان شود:
{\displaystyle {\frac {\varepsilon _{\mathrm {r} }-1}{\varepsilon _{\mathrm {r} }+2}}={\frac {N\alpha }{3\varepsilon _{0}}}}دراینجا:
- {\displaystyle \varepsilon _{r}=\varepsilon /\varepsilon _{0}} ثابت دی‌الکتریک ماده است که برای مواد غیرمغناطیسی برابر با {\textstyle n^{2}} است که {\displaystyle n} ضریب شکست است.
- {\displaystyle \varepsilon _{0}} گذردهی فضای آزاد است
- {\displaystyle N} چگالی عددی مولکول‌ها (تعداد در متر مکعب) است.
- {\displaystyle \alpha } قطبش‌پذیری مولکولی در یکاهای اس‌آی (C·m2/V) است.

رابطهٔ کلازیوس-موسوتی برای ترکیباتی که در آن‌ها مولکول‌ها یا یون‌ها تقارن مکعبی داشته باشند دقیق بوده و برای تعدادی از بلورهای غیرمکعبی نیز تقریباً معتبر است.

## معادله لورنتس-لورنز
معادله لورنتس-لورنز (به انگلیسی: Lorentz–Lorenz equation) شبیه رابطه کلازیوس-موسوتی است، با این تفاوت که ضریب شکست (به جای ثابت دی‌الکتریک) یک ماده را به قطبش‌پذیری آن مرتبط می‌کند. معادله لورنتز-لورنتس از نام ریاضیدان و دانشمند دانمارکی لودویگ لورنتس که آن را در سال ۱۸۶۹ منتشر کرد و فیزیکدان هلندی هندریک لورنتز که به‌طور مستقل در سال ۱۸۷۸ آن را کشف کرد، نامگذاری شده‌است.
کلی‌ترین شکل معادله لورنتز-لورنتس (به واحد CGS) است.
{\displaystyle {\frac {n^{2}-1}{n^{2}+2}}={\frac {4\pi }{3}}N\alpha _{\mathrm {m} }}که در آن {\displaystyle n} ضریب شکست است، {\displaystyle N} تعداد مولکول‌ها در واحد حجم و {\displaystyle \alpha _{\mathrm {m} }} میانگین قطبش‌پذیری است. این معادله تقریباً برای جامدات همگن و همچنین مایعات و گازها معتبر است.

## برای مطالعهٔ بیشتر
- Hans J. Neugebauer, Clausius-Mosotti Equation for Anisotropic Crystals, Phys. Rev. Vol. 88 (1952), p. 1210 doi:10.1103/PhysRev.88.1210
- J H Hannay, The Clausius-Mossotti equation: an alternative derivation,, Eur. J. Phys. Vol. 4 (1983), pp 141-143. doi:10.1088/0143-0807/4/3/003